# Гурмазово
Гурма́зово (болг. Гурмазово) — село в Софійській області Болгарії. Входить до складу общини Божуриште.

## Населення
За даними перепису населення 2011 року у селі проживали 457 осіб.
Національний склад населення села:
| Національність   | Кількість осіб | Відсоток |
| ---------------- | -------------- | -------- |
| болгари          | 438            | 98,0%    |
| турки            | 5              | 1,1%     |
| Всього відповіли | 447            |          |

Розподіл населення за віком у 2011 році:
Динаміка населення: